# Christian Gottlieb Ludwig

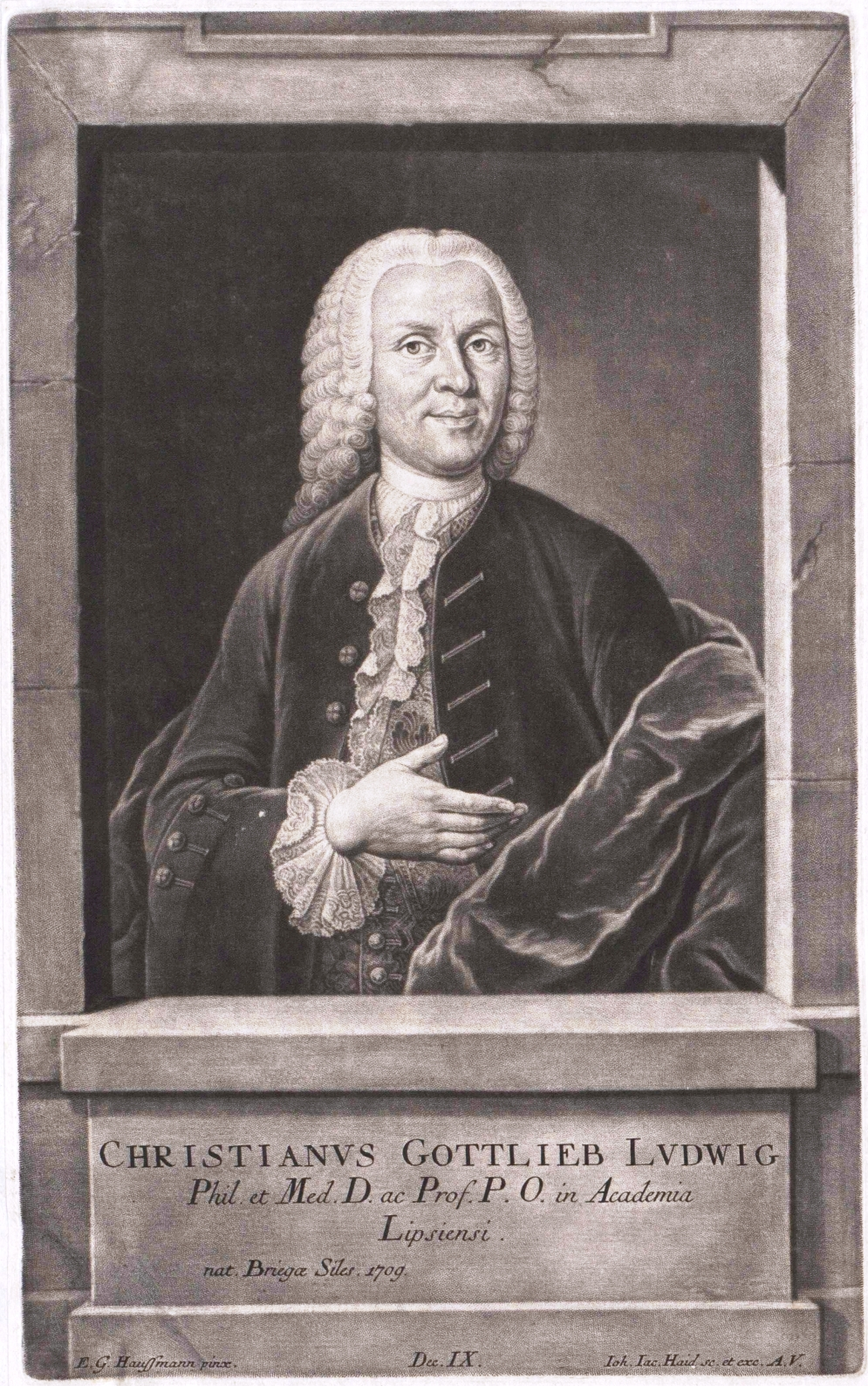
Christian Gottlieb Ludwig, Stich von J. J. Haid nach E. G. Haußmann

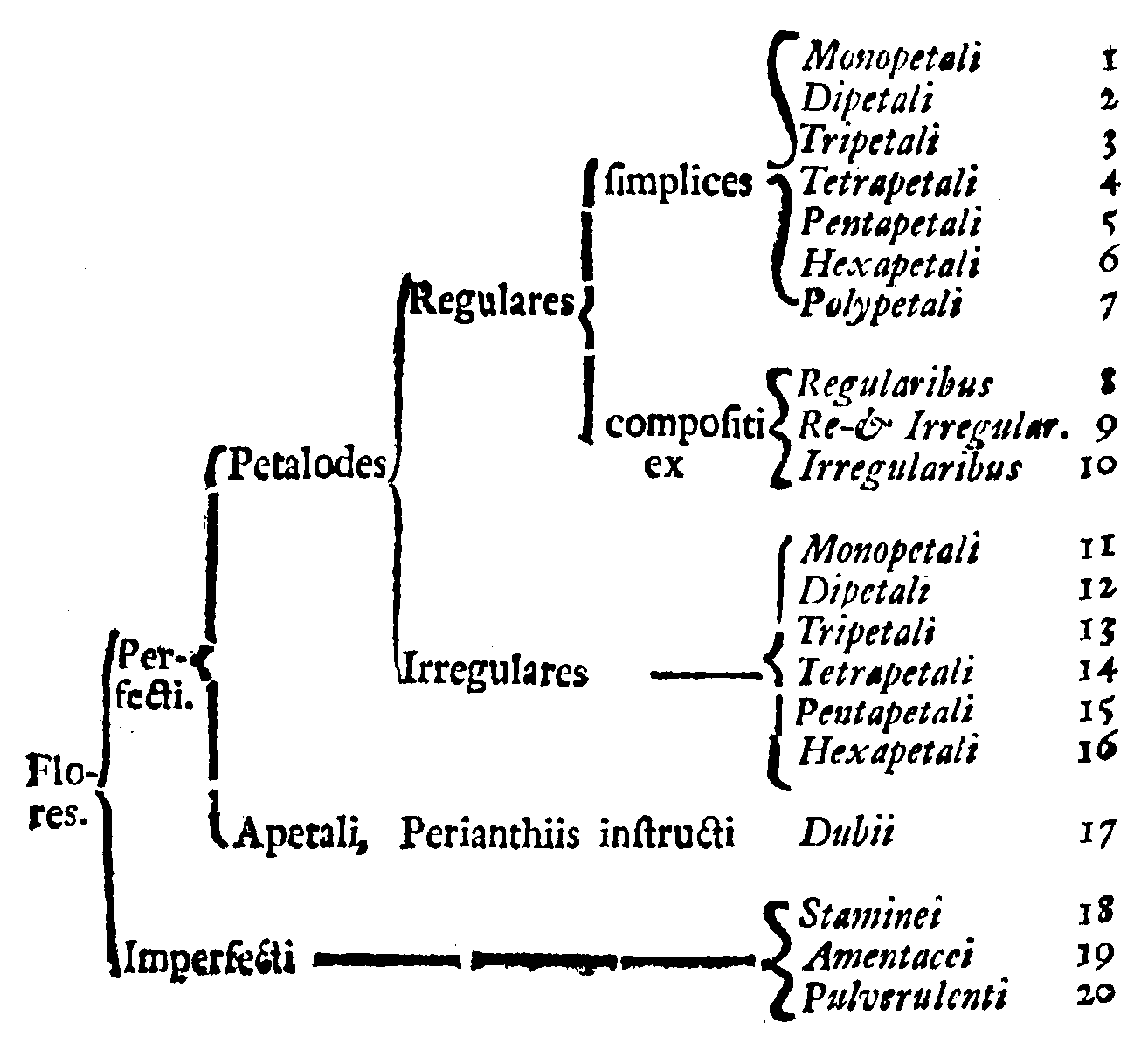
Schlüssel zur Systematik von Ludwig in Linnés Classes Plantarum von 1738.

Christian Gottlieb Ludwig (* 30. April 1709 in Brieg (Schlesien); † 7. Mai 1773 in Leipzig, auch zitiert als: Christian Gottlieb Ludewig) war ein deutscher Arzt und Botaniker. Er war Professor der Medizinischen Fakultät in Leipzig. Sein offizielles botanisches Autorenkürzel lautet „Ludw.“

## Leben und Wirken
Christian Gottlieb Ludwig, Sohn eines Schuhmachers, wuchs in Brieg (Schlesien) auf, wo er auch das Gymnasium besuchte. Er studierte in Brieg und ab 1728 in Leipzig Medizin und Naturwissenschaften, mit besonderer Hinwendung zur Botanik. Aus Geldmangel musste er sein Studium abbrechen, nahm jedoch 1730/1731 eine Stelle als Botaniker auf einer vom Mediziner Johann Ernst Hebenstreit geleiteten Expedition nach Afrika an, die vom König finanziert wurde. Nach seiner Rückkehr 1733 beendete er sein Studium in Leipzig und hielt ab 1736 Vorlesungen an der Universität Leipzig als Magister. Am 1. November 1737 wurde er dort bei Christoph Friedrich Haase und Augustin Friedrich Walther zum Dr. med. promoviert und wurde 1740 außerordentlicher Professor der Medizin.
1747 wurde er zum ordentlichen Professor (Ordinarius) der Medizin (Anatomie und Chirurgie) in Leipzig ernannt (1755 Pathologie, 1758 Therapie) und übernahm die Nachfolge von Justus Gottfried Günz. Er war zeitweise Dekan der Medizinischen Fakultät.
Zu Ludwigs Schülern zählte unter anderen Johann Carl Gehler. Mit Goethe führte er in dessen Zeit als Student angeregte Gespräche über botanische Klassifikation. Ludwig korrespondierte vielfach mit Linnaeus und anderen Botanikern seiner Zeit. Ludwig war in der Leipziger Gesellschaft zudem als Dichter und Redner bekannt.
Ludwig war der Vater von Christian Ludwig und Christian Friedrich Ludwig.

## Ehrungen
Carl von Linné benannte zu Ehren von Ludwig die Gattung der Heusenkräuter als Ludwigia.

## Schriften (Auswahl)
- De vegetatione plantarum marinarum. 1736.
- De sexu plantarum. Officina Langenhemiana, Leipzig 1737 (zugleich Dissertation).
- De deglutitione naturali et praepostera […] Leipzig 1737 (Dissertation unter Augustin Friedrich Walther).
- Definitiones plantarum in usum auditorum. Leipzig 1737.
- Aphorismi botanici in usum avditorvm conscripti. Leipzig 1738 (Digitalisat).
- Institutiones historico-physicae regni vegetabilis in usum auditorum adornatae […]. Johann Gottlieb Gleditsch, Leipzig 1742.
- Institutiones medicinae clinicae praelectionibus academicis accomodatae. 1758.
- De lumbricis intestina perforantibus. 1761.
- Ectypa vegetabilium. 1760–1764. Ein bekanntes Werk mit Naturselbstdruck-Abbildungen.
- Anfangsgründe der Wundarzneykunst – zum Gebrauche seiner Vorlesungen abgefaßt. Leipzig 1766. (Digitalisat).
- Adversaria medico-practica. 3 Bände. 1769–1773.
  - Band 1, Teil 1. Leipzig 1769 (Digitalisat).
  - Band 1, Teil 2. Leipzig 1770 (Digitalisat).
  - Band 1, Teil 3. Leipzig 1770 (Digitalisat).
  - Band 1, Teil 4. Leipzig 1770 (Digitalisat).
  - Band 2, Teil 1. Leipzig 1771 (Digitalisat).
  - Band 2, Teil 2. Leipzig 1771 (Digitalisat).
  - Band 2, Teil 3. Leipzig 1771 (Digitalisat).
  - Band 2, Teil 4. Leipzig 1772 (Digitalisat).
  - Band 3, Teil 1. Leipzig 1772 (Digitalisat).
  - Band 3, Teil 2. Leipzig 1773 (Digitalisat).
  - Band 3, Teil 3. Leipzig 1773 (Digitalisat).
  - Band 3, Teil 4. Leipzig 1774 (Digitalisat).
- Commentarii de rebus in scientia naturali et medicina gestis. (Zeitschrift 1752–1806, Mitgründer)
- Anleitung zur rechtlichen Arzeneikunde: nach der zwoten vermehrten Ausgabe des Herrn Ernest Gottlob Bosens übersetzt. Gleditsch, Leipzig 1779. Digitalisierte Ausgabe der Universitäts- und Landesbibliothek Düsseldorf.